# Takker
Takker er det sekstende studiealbum fra den danske sanger og sangskriver Thomas Helmig. Det blev udgivet den 1. marts 2018. Det er Thomas Helmigs niende album på dansk, og det udkom fem år efter KH Helmig (2013), hvilket er den længste periode der er gået mellem to album.

## Anmeldelse
Lene Kryger fra Fyens Stiftstidende gav Takker fire ud af seks stjerner, og skrev: ""Takker" er tydeligvis ikke et gennemkalkuleret eller kommercielt udtænkt album, snarere en stak fængende skitser fra det helmigske eksperimentarium. Men man må lade Thomas Helmig, at han - også når han er i det uforpligtende legehjørne - kan skrive melodier, der kysser ens trommehinder."

I sin anmeldelse for Ekstra Bladet, gav Thomas Treo albummet to ud af seks stjerner. Han kritiserede albummets produktion, som han beskrev som "corny lydeffekter og kitschede indfald, der hører hjemme i Melodi Grand Prix anno Tommy Seebach." Bo Nørgaard fra Århus Stiftstidende gav albummet to ud af seks stjerner. Anmelderen mente, at albummet var for langt: "Nogle gange kunne man godt ønske sig, at der var blevet klippet et omkvæd og kappet et mellemstykke", og konkluderede at "der er små momenter, der glimter. Der er bare også for mange, der ikke gør." Jyllands-Posten gav 4 ud af 6 stjerner, og Anders Houmøller Thomsen skrev: "Det nye album forekommer som to dynamiske danseskridt frem og to tilbage for den gamle popcharmør. Udspillet er en vellykket, uforpligtende og festlig karriereforlænger. Og et godt udgangspunkt for at Thomas Helmig kan fortsætte sit igangværende triumftog ved kommende koncerter landet rundt." 

## Spor
| #   | Titel                       | Tekst         | Musik                               | Længde |
| --- | --------------------------- | ------------- | ----------------------------------- | ------ |
| 1.  | "Vi er de eneste"           | Thomas Helmig | Helmig, Emil Falk                   | 3:44   |
| 2.  | "Kærlighed (mutters alene)" | Helmig        | Helmig                              | 5:01   |
| 3.  | "De ensomme"                | Helmig        | Helmig                              | 3:50   |
| 4.  | "Burberry og L'Occitane"    | Helmig        | Helmig                              | 4:43   |
| 5.  | "Saml det op"               | Helmig        | Helmig                              | 3:51   |
| 6.  | "Hold fast"                 | Helmig        | Helmig                              | 3:51   |
| 7.  | "Billig vin"                | Helmig        | Helmig                              | 4:06   |
| 8.  | "Vi kom med funk"           | Helmig        | Helmig, Mads Nørgaard Nielsen, Falk | 3:51   |
| 9.  | "Du kan altid komme her"    | Helmig        | Helmig                              | 4:30   |
| 10. | "Takker"                    | Helmig        | Helmig                              | 4:02   |

## Hitlister og certificeringer
| Hitliste (2018)        | Højeste placering |
| ---------------------- | ----------------- |
| Danmark (Album Top-40) | 2                 |

| Hitliste (2018) | Placering |
| --------------- | --------- |
| Danmark         | 83        |

| Land (Organisation) | Certificering |
| ------------------- | ------------- |
| Danmark (IFPI)      | Guld          |